# Corbera d’Ebre
Corbera d’Ebre – gmina w Hiszpanii, w prowincji Tarragona w Katalonii, o powierzchni 53,47 km². W 2011 roku liczyła 1204 mieszkańców.
Podczas hiszpańskiej wojny domowej miejsce walk z 25 lipca 1938 roku, w których uczestniczył polski Batalion im. Adama Mickiewicza.